# Línea 6 (Urbanos de Getafe)
La línea 6 de la red de autobuses urbanos de Getafe une de forma circular el hospital con San Isidro.

## Características
Fue puesta en servicio el 3 de noviembre de 2018. Solo circula en un sentido, uniendo el Hospital de Getafe con el barrio de San Isidro.
La línea circula exclusivamente por el término municipal de Getafe. Como bien se expresa en la numeración interna del CRTM, recibe el número 6065. El primer dígito corresponde a la línea, en este caso la línea 6. Y los últimos tres dígitos corresponden al municipio por el que circula, en este caso 065 corresponde al municipio de Getafe.
La línea mantiene los mismos horarios todo el año (exceptuando las vísperas de festivo y festivos de Navidad).
La línea está operada por Avanza Movilidad Integral mediante concesión administrativa del Consorcio Regional de Transportes de Madrid.

## Horarios
| Todo el año    |
| Todos los días |
| 07:20          |
| 08:00          |
| 08:40          |
| 09:20          |
| 10:00          |
| 10:40          |
| 11:20          |
| 12:00          |
| 12:40          |
| 13:20          |
| 14:00          |
| 14:40          |
| 15:20          |
| 16:00          |
| 16:40          |
| 17:20          |
| 18:00          |
| 18:40          |
| 19:20          |

Paso por la calle de Toledo aproximadamente 10 minutos después de su salida del Hospital de Getafe. Duración del recorrido circular completo aproximadamente 25 minutos.

## Recorrido y paradas
| Código | Parada                                     | Común con                             | Conexiones con Metro y Cercanías |
| ------ | ------------------------------------------ | ------------------------------------- | -------------------------------- |
| 20117  | Ctra. M406 - Polideportivo Sector III      | 3                                     |                                  |
| 08226  | Ctra. M406 - Hospital de Getafe            | 3 450 468                             |                                  |
| 09545  | Leganés - Hospital de Getafe               | 2                                     |                                  |
| 08241  | Leganés - Batres                           | 2 3 4 428 447 448 450 468             | Getafe Central                   |
| 12847  | Ferrocarril - Gta. Don José Parejo Risco   | 1                                     |                                  |
| 12848  | Ferrocarril - Lope de Vega                 | 1                                     |                                  |
| 12849  | Ferrocarril - Pintor Rosales               | 1                                     | Alonso de Mendoza                |
| 08280  | Toledo - Ermita San Isidro                 | 1 441 462                             |                                  |
| 08301  | Pinto - José Ortega Heredia Manzanita      | 1 441 462                             |                                  |
| 07415  | Arboleda - Pza. Beso                       | 1 4 Pi1 Pi2 447 462                   |                                  |
| 20447  | Av. Juan de la Cierva - Viena              |                                       |                                  |
| 07414  | Av. Juan de la Cierva - Pza. de España     | 1 4 428 447 455 462                   |                                  |
| 09941  | Av. Juan de la Cierva - Pza. España        | 441 448 450                           |                                  |
| 08316  | Av. Juan de la Cierva - Pza. San Sebastián | 1 3 428 455 462 488                   |                                  |
| 08290  | San José Calasanz - Serranillos            | 1 3 441 448 450 455 462               |                                  |
| 08286  | Ramón y Cajal - Núñez de Balboa            | 1 3 4 447 455 462                     |                                  |
| 08284  | General Pingarrón - Colegio                | 1 3 4 Pi1 Pi2 441 447 448 450 455 462 | Getafe Central                   |
| 08242  | Plaza Alcalde Juan Vergara - Leganés       | 2 3 4 428 447 448 450 455 462 468     |                                  |
| 08225  | Ctra. M406 - Hospital de Getafe            | 3 450 468                             |                                  |
| 18801  | Ctra. M406 - Cieguita de Getafe            | 3 446                                 |                                  |
| 20117  | Ctra. M406 - Polideportivo Sector III      | 3                                     |                                  |